# Daniel Filipacchi

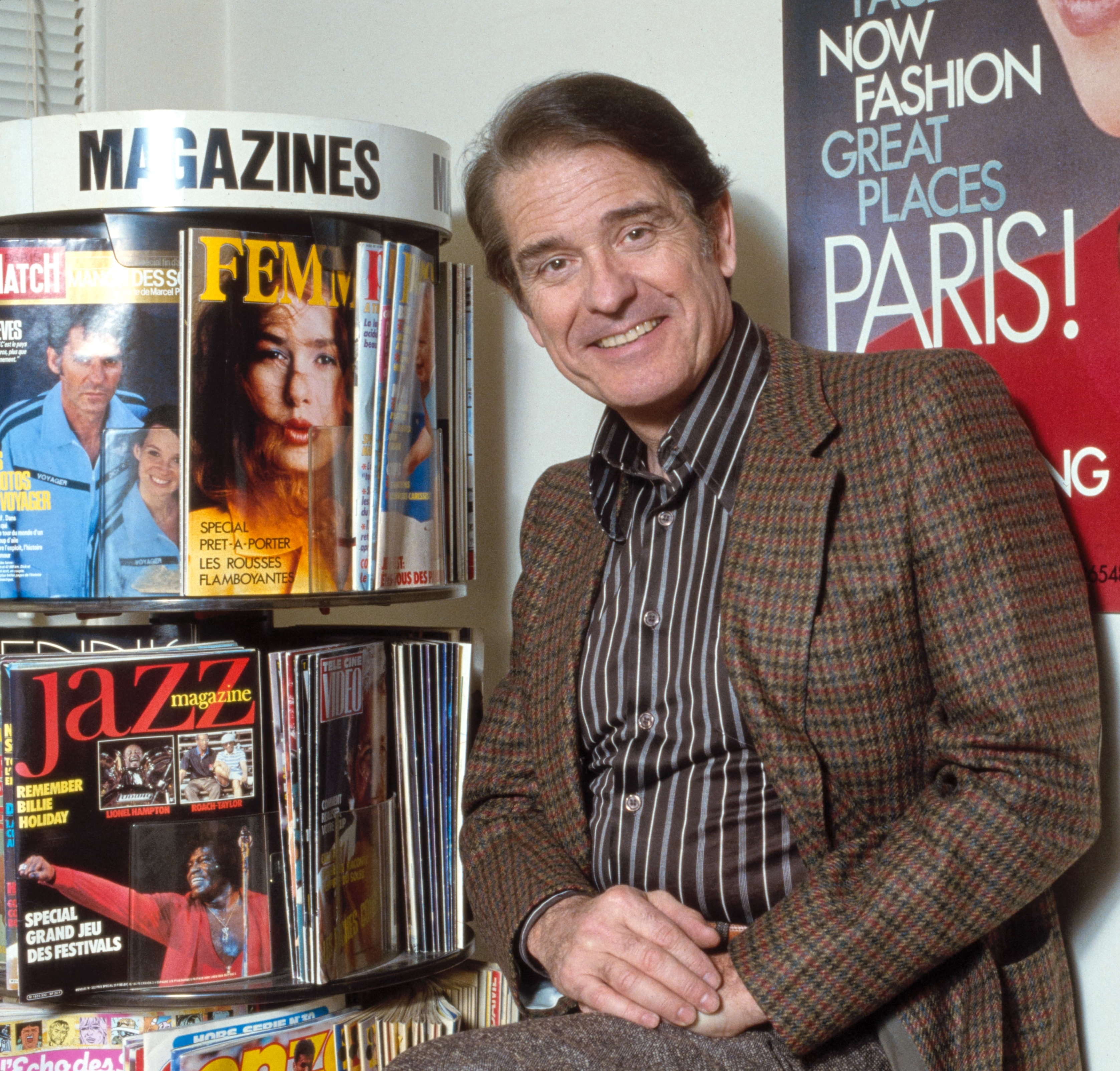
Daniel Filipacchi, 1988

Daniel Filipacchi (* 12. Januar 1928 in Paris) ist ein französischer Verleger, Fotograf und Radiomoderator. Er war im Vorstand von Hachette Filipacchi Médias, heute Teil der Groupe Lagardère.

## Leben
Als der Schulbetrieb in Frankreich mit dem Einmarsch der Wehrmacht unterbrochen wurde, beendete Daniel Filipacchi seine Schulzeit bereits mit 13 Jahren vorzeitig. Er wurde Lehrling in einer Untergrunddruckerei. Nach dem Zweiten Weltkrieg arbeitete er als freischaffender Fotograf unter anderem für Paris Match. Er war an Jazz interessiert und nachdem eine erste Hörfunksendung zum Tod von Charlie Parker ein großer Erfolg gewesen war, erhielt er 1955 vom Sender Europe 1 die Gelegenheit, zusammen mit seinem Freund Frank Ténot eine eigene, tägliche ausgestrahlte Jazz-Radiosendung zu moderieren, die unter dem Titel Pour ceux qui aiment le Jazz ausgestrahlt wurde. Danach übernahm er die Zeitschrift Jazz Magazine.
Daniel Filipacchi und Frank Téno organisierten Tourneen von US-amerikanischen Jazzgrößen wie Louis Armstrong, Duke Ellington, Ella Fitzgerald, Erroll Garner und Thelonious Monk. Filipacchi produzierte auch Platten – er gründete Mood Records – und war Produzent für RCA Records und Decca Records (unter anderen Sylvie Vartan). 1970 war er der Gründer und Direktor des Warner Music France-Labels.
In den 1960er Jahren schuf er die sehr populäre Rock’n’Roll-Radiosendung Salut les copains und beschloss ein gleichnamiges Magazin herauszugeben, das ebenfalls ein großer Erfolg wurde. Dies war der Beginn seines Verlagsimperiums, zu dem bald die verschiedensten Magazine zählten, darunter das Männermagazin Lui sowie die französischen Ausgaben von Penthouse und Playboy, das Teenager-Magazin Mademoiselle Âge Tendre und Fachzeitschriften wie Ski-Flash Magazin, Son Magazine (‚Klangmagazin‘), Photo, Mer et Moteur (‚Motorbootfahren‘), Décoration und Cuisine (‚Küche‘). 1976 erwarb er das Magazin Paris Match, dessen Auflagen zurückgegangen waren, und führte es zu neuem Erfolg.
1981 kaufte er mit seinem Freund und Chef der Lagardere-Gruppe Jean-Luc Lagardère die Hachette Magazines-Gruppe, zu der unter anderem ein französisches Fernsehmagazin (Télé 7 jours) und die Frauenzeitschrift Elle gehörte. Von Elle gründete er für die Vereinigten Staaten und 25 weiteren Ländern eigene Ausgaben. Mit dem Kauf der US-amerikanischen Gruppe Diamandis Communications (früher CBS Magazines) durch Daniel Filipacchi und Jean-Luc Lagardère wurde die Expansion in den USA fortgeführt.
Daniel Filipacchi ist ein bedeutender Sammler surrealistischer Kunst. Seine Sammlung und die seines Freundes Nesuhi Ertegün wurde 1999 in einer Ausstellung im Guggenheim Museum in New York präsentiert. Filipacchi  besitzt unter anderem die größte private Sammlung von Joseph Cornell. Er veröffentlichte auch Bücher über surrealistische Künstler.
Eines seiner drei Kinder (Craig, Mimi und Amanda) ist die Schriftstellerin Amanda Filipacchi.